# Сатиріазис
Сатиріазис або сатиріаз (грец. ο Σατιρος — «сатир») — патологічне підвищення статевого потягу в чоловіків у вигляді постійного відчуття статевого незадоволення і нестримного прагнення до статевих стосунків. Сатиріазис пов'язаний не лише з числовим збільшенням кількості сексуальних контактів, а й якісною зміною сексуальної поведінки, при якій сексуальність стає основною життєвою 
метою індивіда. Для осіб, що страждають від сатиріазису, характерна часта зміна сексуальних партнерів і відсутність тривалих сексуальних зв'язків. Ця патологія може розвинутися в результаті психогенних дій (наприклад, як форма компенсації відчуття власній неповноцінності) або стати проявом органічних захворювань (наприклад, органічна патологія центральної нервової системи або гормональні порушення). Сатиріазис у чоловіків разом з німфоманією в жінок є однією з форм гіперсексуальності.